# ID (software)
iD es un editor en línea de software libre para geodatos OpenStreetMap creado en Javascript y liberado en 2013. Está diseñado para ser sencillo y fácil de usar y es utilizado como editor predeterminado en la página principal de OSM. Es el más popular editor OSM por número de usuarios.
iD utiliza la biblioteca D3.js para renderizado y su modo primario de renderizado es a través SVG. Su arquitectura central es modular y diseñada para ser fácilmente utilizada en otras herramientas basadas en Javascript para OpenStreetMap. Un ejemplo de reutilizado del código de iD es la bifurcación  para el mapeo de interior llamado iD-indoor.